# 264045 Heinerklinkrad
264045 Heinerklinkrad è un asteroide della fascia principale. Scoperto nel 2009, presenta un'orbita caratterizzata da un semiasse maggiore pari a 3,0758014 UA e da un'eccentricità di 0,1281838, inclinata di 12,35802° rispetto all'eclittica.
L'asteroide è dedicato all'ingegnere tedesco Heiner Klinkrad.